# Payré
Payré ist eine Commune déléguée in der französischen Gemeinde Valence-en-Poitou mit 1.028 Einwohnern (Stand: 1. Januar 2022) im Arrondissement Montmorillon, im Département Vienne in der Region Nouvelle-Aquitaine (vor 2016: Poitou-Charentes). Die Einwohner werden Payréens genannt.
Am 1. Januar 2019 wurde die Gemeinde Payré mit vier weiteren zur Commune nouvelle Valence-en-Poitou zusammengelegt. De Gemeinde Payré war Teil des Kantons Lusignan (bis 2015: Kanton Couhé).

## Geographie
Payré liegt etwa 28 Kilometer südsüdwestlich von Poitiers am Dive. Umgeben wird Payré von den Nachbargemeinden Celle-Lévescault im Norden, Vivonne im Nordosten, Voulon im Osten und Nordosten, Anché im Osten, Ceaux-en-Couhé im Südosten, Châtillon im Süden, Rom im Südwesten sowie Saint-Sauvant im Westen.
Durch die Commune déléguée führt die Route nationale 10.

## Bevölkerungsentwicklung
| Jahr                      | 1962  | 1968  | 1975 | 1982 | 1990 | 1999 | 2006 | 2013  |
| Einwohner                 | 1.162 | 1.065 | 874  | 826  | 829  | 870  | 960  | 1.015 |
| Quelle: Cassini und INSEE |       |       |      |      |      |      |      |       |

## Sehenswürdigkeiten
Siehe auch: Liste der Monuments historiques in Valence-en-Poitou
- Kirche in Les Minières von 1866
- Kirche in Payré aus dem 19. Jahrhundert

## Persönlichkeiten
- Marcel Renault (1872–1903), Ingenieur und Mitbegründer der Renault-Werke